# Verbandsgemeinde Egelner Mulde
Die Verbandsgemeinde Egelner Mulde im Salzlandkreis in Sachsen-Anhalt entstand am 1. Januar 2010. Da Verbandsgemeinden höchstens acht Mitgliedsgemeinden mit je mindestens 1000 Einwohnern haben dürfen, gab es am selben Tag folgende Veränderungen:
- Zusammenschluss der Gemeinden Tarthun (763 Einwohner) und Unseburg (1.243 Einwohner) zur neuen Gemeinde Bördeaue (2.006 Einwohner)
- Zusammenschluss der Gemeinden Etgersleben (758 Einwohner), Hakeborn (763 Einwohner) und Westeregeln (1.957 Einwohner) zur neuen Gemeinde Börde-Hakel (3.478 Einwohner)

Die angegebenen Einwohnerzahlen beziehen sich jeweils auf den Stichtag 31. Dezember 2008.

## Geografie
Die Verbandsgemeinde liegt zwischen der Magdeburger Börde und dem Hakel an der Bode.

## Mitgliedsgemeinden
Die VBG Egelner Mulde besteht aus den folgenden fünf Mitgliedsgemeinden:
- Bördeaue
- Börde-Hakel
- Borne
- Egeln, Stadt
- Wolmirsleben

## Politik

### Wappen
Das Wappen wurde am 3. Juni 2010 durch den Landkreis genehmigt.
Blasonierung: „In Silber auf grünem Boden eine schwarz gefugte rote Burg mit zwei spitz bedachten und golden beknauften Türmen mit je einer silbernen Fensteröffnung, in der gezinnten Burgmauer ein geöffnetes goldenes Tor mit hochgezogenem schwarzen Fallgatter; zwischen den Türmen fünf (3:2) sechsstrahlige grüne Sterne; der Boden belegt mit einer querliegenden goldenen Ähre über in der Art eines Wellenschildfußes vom Boden abgeteiltem silbernen Wasser mit schwarzen Wellenlinien.“
Das Wappen wurde vom Magdeburger Kommunalheraldiker Jörg Mantzsch gestaltet und ins Genehmigungsverfahren geführt. Seine Symbole erklären sich wie folgt: Die Burg bezieht sich auf die Burg Egeln aus dem Wappen der gleichnamigen Stadt, sie hat in der Heraldik allgemein die Bedeutung des Schutzes und der Wehrhaftigkeit. Gleichzeitig bietet die stilisierte Burg mit dem hochgezogenen Fallgitter und die offenen Torflügel Willkommen und Einlass. Dieses Sinnbild kann auf die Verbandsgemeinde übertragen werden: Schutz und gegenseitige Hilfe, Offenheit und Gastlichkeit, Handel und Wandel – das alles symbolisch unter den fünf Sternen, die auf die fünf kommunalen Körperschaften verweisen, die die Verbandsgemeinde bilden. Sie sind paritätisch dargestellt, um keine Gemeinde zu bevorzugen. Der grüne Boden, der mit einer goldenen Ähre belegt ist, drückt die Landwirtschaft im Gebiet der Magdeburger Börde aus, die hier seit Jahrhunderten durch die hohen Bodenwertzahlen betrieben wird. Der silberne Wellenschildfuß bezieht sich schließlich auf die Nähe zur Bode und anderen Gewässern.
Die Farben der Gemeinde sind: Grün-Weiß.

### Flagge
Die Flagge ist grün – weiß – grün (1:4:1) gestreift (Querform: Streifen waagerecht verlaufend, Längsform: Streifen senkrecht verlaufend) und mittig mit dem Verbandsgemeindewappen belegt.

## Verkehr
Durch die Verbandsgemeinde führen die Bundesstraßen 81 und 180.